# آدم وارن (لاعب كرة قاعدة)
آدم وارن (بالإنجليزية: Adam Warren)‏ هو لاعب كرة قاعدة أمريكي، ولد في 25 أغسطس 1987 في برمنغهام في الولايات المتحدة.

## وصلات خارجية
- آدم وارن على موقع دوري كرة القاعدة الرئيسي (الإنجليزية)
- آدم وارن على موقعبيزبول رفرنس.كوم (الدوري الرئيسي) (الإنجليزية)
- آدم وارن على موقعبيزبول رفرنس.كوم (الدوري الثانوي) (الإنجليزية)
- آدم وارن على موقع إي إس بي إن.كوم (أم.أل.بي) (الإنجليزية)
- آدم وارن على موقع مشجعي الرسوم البيانية (الإنجليزية)